# 丁泰運
丁泰運（？—1644年），字孟尚，山西承宣布政使司澤州直隸州（今山西省晉城縣）人，明末政治人物，崇禎庚辰進士。

## 生平
崇禎十三年（1640年），登庚辰科進士，授武陟縣知縣，調河內縣知縣。崇禎十七年（1644年），李自成部劉方亮率農民軍從蒲坂渡黃河，巡按御史蘇京托言塞太行道，率先逃去，後因兵變被逮。農民軍攻懷慶，丁泰運獨自守南城，力竭被捕。丁泰運不屈，劉方亮燒鐵鎖炙也不使其歸從，遂被殺害。

## 延伸阅读
[在维基数据编辑]
 《明史卷二百九十四》，出自《明史》